# Perry Baker
Pour les articles homonymes, voir Baker.

b Matchs officiels uniquement.
Dernière mise à jour le 22 août 2018.
Perry Baker est un joueur américain de rugby à sept. Il commence sa carrière de sportif professionnel par le football américain avant de passer au rugby à sept et intégrer l'équipe nationale en 2014. Il est notamment réputé pour sa vitesse, qui est une qualité importante d'un joueur de rugby à sept.
En 2017 et 2018, il est nommé meilleur joueur du monde de rugby à sept.

## Carrière

### Football américain
Perry Baker commence par le football américain au niveau universitaire et évolue en Division II de NCAA avec l'université d'État de Fairmont en Virginie-Occidentale. En 2010, il est diplômé de cette université en justice criminelle.
Il s'engage ensuite en tant que professionnel avec l'équipe des Philadelphia Eagles qui évolue dans la National Football League (ou NFL). Mais une blessure à un genou met un terme prématuré à sa carrière en NFL. Il joue alors deux ans, en 2012 et 2013, avec les Pittsburgh Power qui évoluent en Arena Football League (ou AFL, soit une ligue de football américain en salle).

### Rugby
En 2013, il décide de se consacrer entièrement au rugby à sept. Il rejoint donc la Tiger Rugby Academy à Colombus dans l'Ohio. En 2014, il signe un contrat et s'engage avec l'équipe de rugby à sept des États-Unis et il rejoint le U.S. Olympic Training Center de San Diego en Californie en vue des Jeux olympiques 2016 où le rugby à sept y fait son retour. Il dispute ainsi la saison 2014-2015 des World Rugby Sevens Series et fait ses débuts lors du premier tournoi à Gold Coast en Australie.
Il termine à la fois meilleur marqueur d'essais et meilleur réalisateur de la saison 2016-2017 des World Series. En novembre 2017, il est alors nommé meilleur joueur du monde de rugby à sept.

## Style de jeu
Perry Baker est un joueur qui utilise beaucoup sa vitesse de course et les espaces qu'il peut ainsi prendre, comme son coéquipier Carlin Isles,.

## Statistiques

### En World Series
| Saison    | Statistiques | Statistiques | Statistiques | Classement final | Tournois disputés | Vainqueur du tournoi | 2e place | 3e place |
| Saison    | M            | Ess          | Pts          | Classement final | Tournois disputés | Vainqueur du tournoi | 2e place | 3e place |
| --------- | ------------ | ------------ | ------------ | ---------------- | ----------------- | -------------------- | -------- | -------- |
| 2014-2015 | 45           | 28           | 140          | 6e               | 9/9               | 1                    | 0        | 0        |
| 2015-2016 | 55           | 48           | 240          | 6e               | 10/10             | 0                    | 0        | 2        |
| 2016-2017 | 59           | 57           | 285          | 5e               | 10/10             | 0                    | 1        | 1        |
| 2017-2018 | 30           | 37           | 187          | 6e               | 7/10              | 1                    | 0        | 0        |
| Total     | 189          | 170          | 852          | -                | 36                | 2                    | 1        | 3        |

### À laCoupe du monde de rugby à sept
| Édition            | Rang | Résultats États-Unis | Résultats P. Baker | Matchs (points) |
| ------------------ | ---- | -------------------- | ------------------ | --------------- |
| San Francisco 2018 | 6e   | 2 v, 0 n, 2 d        | 2 v, 0 n, 2 d      | 4 (15)          |

Légende : v = victoire ; n = match nul ; d = défaite.

### Aux Jeux olympiques
| Édition             | Rang | Résultats États-Unis | Résultats P. Baker | Matchs (points) |
| ------------------- | ---- | -------------------- | ------------------ | --------------- |
| Rio de Janeiro 2016 | 9e   | 3 v, 0 n, 2 d        | 2 v, 0 n, 2 d      | 4 (5)           |

Légende : v = victoire ; n = match nul ; d = défaite.

## Palmarès

### Collectif
- Vainqueur du London rugby sevens 2015 et à Las Vegas en 2018
- Deuxième au tournoi de Singapour 2017, de Dubaï 2018, et à l'Afrique du Sud en 2018
- Troisième au tournoi de Dubaï 2015, de Londres 2016 et à Las Vegas en 2017

### Individuel
- Meilleur marqueur d'essais des World Rugby Sevens Series 2016-2017 (avec 57 essais).
- Deuxième meilleur marqueur d'essais des World Rugby Sevens Series 2015-2016 (avec 48 essais derrière le sud-africain Seabelo Senatla).
- Meilleur marqueur d'essais des tournois de :
  - Canada rugby sevens 2016
  - Hong Kong sevens 2016
- Membre de l'équipe type des World Rugby Sevens Series 2015-2016[9]
- Meilleur joueur du monde de rugby à sept World Rugby 2017 et 2018[10].